# ساری‌بابا
ساری‌بابا (ترکی آذربایجانی: Sarıbaba ، تا سال ۲۰۱۵ آق‌بلاغ (ترکی آذربایجانی: Ağbulaq) یک منطقهٔ مسکونی در جمهوری آرتساخ است که در استان کاشاتاق واقع شده‌است. این روستا سابقاً کردنشین بود.